# Robert Čeh
Robert Čeh, slovenski zdravnik in politik, * 5. marec 1962.
Med letoma 2002 in 2007 je bil član Državnega sveta Republike Slovenije.